# Luz-Ardiden
Luz-Ardiden é uma estação de desportos de inverno nos Pirenéus, situada na comuna de Luz-Saint-Sauveur, no departamento de Hautes-Pyrénées, região de Midi-Pyrénées (França).

## Localização
Localizada a 14 km do centro da cidade, Luz-Ardiden (1.700-2.500 msnm) estende-se sobre um domínio de uns 100 hectares, incorporando 60 km de pistas balizadas de todos os níveis, e está dotada do mais moderno equipamento, incluindo uma pista de 135 m. para novatos.

## História

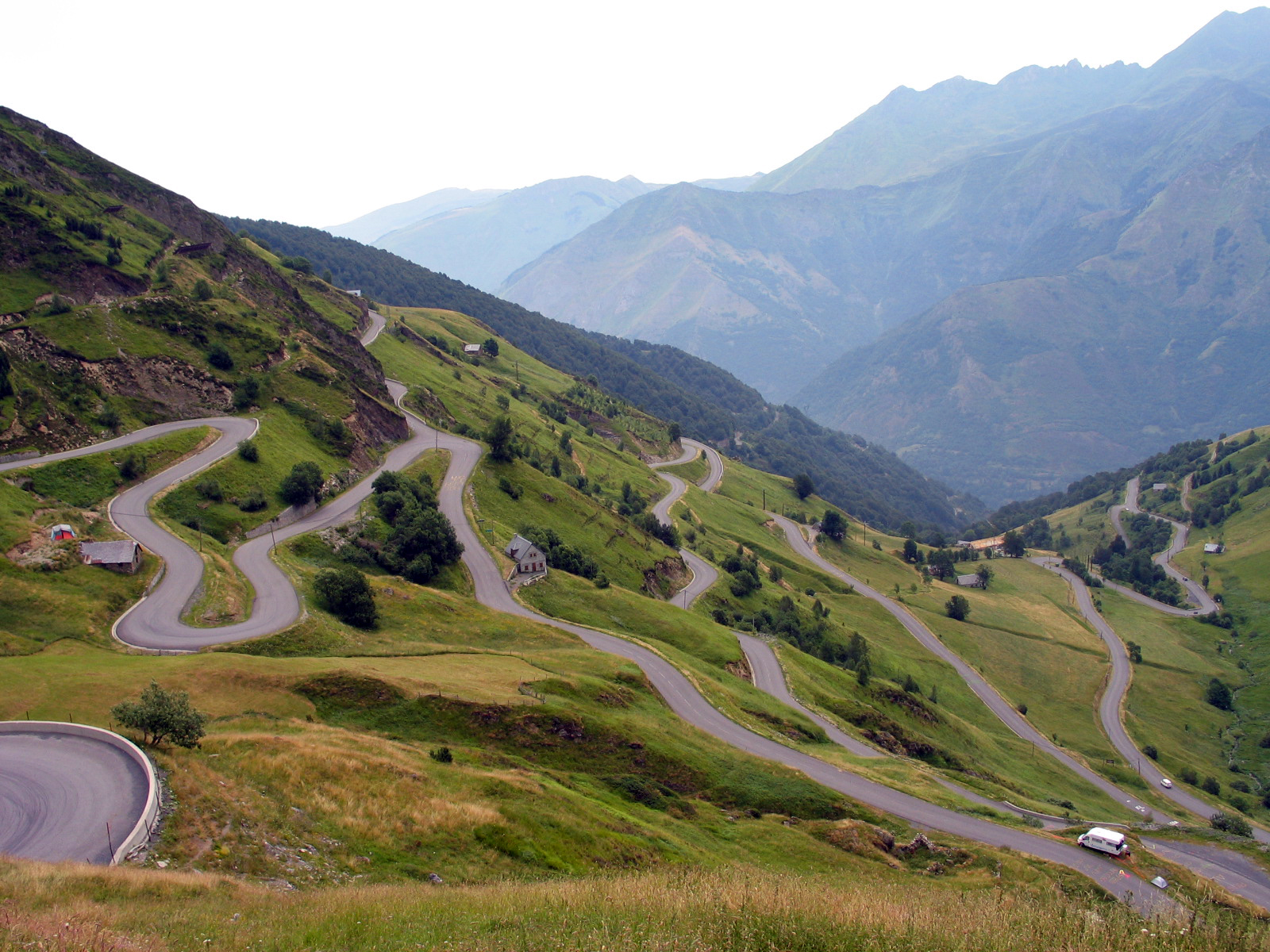
Panorámica da estrada de ascensão à estação de Luz Ardiden, a 14,7 km de Luz-Saint-Sauveur

Esta estação deve seu nome ao próximo pico de Ardiden, de 2.988 m. Foi projectada em 1966 pelas prefeituras das comunas de Luz-Saint-Sauveur, Grust, Sazos, Sassis e Viscos. Os trabalhos começaram depois da abertura da rota desde Grust em 1970. Inaugurou-se a 16 de janeiro de 1975, com o início do funcionamento de dois teleesquis no sector de Béderet. No ano seguinte abriu-se o sector de Aulian.
Em 1 de março de 1987 produziu-se na estação um grave acidente, ao desprender-se parte de um andarível, o que ocasionou 6 mortos e 25 feridos graves.

## Luz-Ardiden no Tour de France
Uma das maiores promoções para Luz-Ardiden tem sido a sua presença como final de etapa em várias edições do Tour de France, que desde 1985 tem visitado em 8 ocasiões a estação.
Durante os 14,7 km que separam a estação da localidade de Luz-Saint-Sauveur, os ciclistas ascendem de 710 msnm a que se encontra esta até os 1.700 msnm a que está instalada a meta, com uma pendente média de 6,9% e uma máxima de 10% em algumas rampas.
Os principais dados destas chegadas são os seguintes:
| Ano  | Etapa | Categoria | Lugar de saída      | Distância (km) | Vencedor de etapa  | Maillot amarelo    |
| ---- | ----- | --------- | ------------------- | -------------- | ------------------ | ------------------ |
| 1985 | 17    | HC        | Toulouse            | 209,5          | Pedro Delgado      | Bernard Hinault    |
| 1987 | 14    | HC        | Pau                 | 166            | Dag-Otto Lauritzen | Charly Mottet      |
| 1988 | 15    | HC        | Saint-Girons        | 187,5          | Laudelino Cubino   | Pedro Delgado      |
| 1990 | 16    | HC        | Blagnac             | 215            | Miguel Induráin    | Claudio Chiappucci |
| 1994 | 12    | HC        | Lourdes             | 204,5          | Richard Virenque   | Miguel Induráin    |
| 2001 | 14    | HC        | Tarbes              | 144            | Roberto Laiseka    | Lance Armstrong    |
| 2003 | 15    | HC        | Bagnères-de-Bigorre | 159,5          | Lance Armstrong    | Lance Armstrong    |
| 2011 | 12    | HC        | Cugnaux             | 211            | Samuel Sánchez     | Thomas Voeckler    |
| 2021 | 18    | HC        | Pau                 | 130            | Tadej Pogačar      | Tadej Pogačar      |

## Altimetria
A altimetria da estrada de ascensão à estação é a seguinte: